# Dichiarazione di Bush
La Dichiarazione di Bush, nota anche come Bush River Declaration, o Bush River Resolution, o anche Harford Declaration, fu una risoluzione adottata il 22 marzo 1775, nella Contea di Harford, Maryland. Come altre risoluzioni simili nelle Tredici Colonie in quel periodo, la Dichiarazione di Bush espresse sostegno alla causa dei patrioti delle colonie nella nascente Rivoluzione Americana.

## Contenuto
Il testo della dichiarazione:

## Analisi
Le risoluzioni specifiche a cui si fa riferimento probabilmente riguardano le tensioni crescenti tra le colonie britanniche e la Corona, che portarono alla Guerra d'Indipendenza americana. Il linguaggio utilizzato è forte e evocativo, sottolineando la serietà e la determinazione del Comitato. Questa dichiarazione è un prezioso documento storico che offre uno spunto di riflessione sui sentimenti e le motivazioni dei coloni americani durante i primi anni della rivoluzione.